# كول (محرك بحث)
كول (بالإنجليزية: Cuil)‏ هو باحوث (محرك بحث) تم إطلاقه في 28 يوليو 2008. يدعي القائمون على الباحوث (Search Engine) أن لديهم أضخم فهرس بين البواحيث (محركات البحث)الأخرى، حيث يقولون أنه قد تمت فهرسة أكثر من 120 مليار صفحة ويب. المحرك مطور ومشغل من قبل موضفين سابقين في شركة جوجل.
على ما جاء في سياسة الخصوصية التي يقدمها الموقع فإن الموقع لا يحتفظ بسجلات لعمليات البحث التي يجريها المستخدمون بعكس ما تفعل محركات البحث الأخرى.

## وصلات خارجية
- كول.كوم